# Simulium tanae
Simulium tanae är en tvåvingeart som beskrevs av Xue 1992. Simulium tanae ingår i släktet Simulium och familjen knott.
Artens utbredningsområde är Yunnan (Kina). Inga underarter finns listade i Catalogue of Life.